# Boq (personaggio)
Boq è un personaggio immaginario del romanzo Il meraviglioso mago di Oz di L. Frank Baum del 1900. Il personaggio assume maggior importanza nel libro del 1995 Strega: Cronache dal Regno di Oz in rivolta (Wicked: The Life and Times of the Wicked Witch of the West) dello scrittore statunitense Gregory Maguire e, soprattutto, nel musical di Broadway del 2003 Wicked di Stephen Schwartz.

## NeIl meraviglioso mago di Oz
Nel libro di Baum Boq assume un ruolo veramente marginale: infatti, appare soltanto all'inizio del romanzo. Boq è descritto come un Munchkin molto ricco, ed ospita Dorothy Gale nella sua casa, dopo il rocambolesco arrivo della bambina nel mondo di Oz.
Ospita Dorothy per la notte e, il mattino seguente, indica alla bambina la via per la Città di Smeraldi, avvertendola dei numerosi pericoli che incontrerà lungo la sua strada.

## Nel musical
Nel musical Wicked, Boq assume una maggior importanza, soprattutto per il fatto che Nessarose, la sorella minore di Elphaba sia innamorata di lui. Tuttavia, i sentimenti di Nessa non sono contraccambiati: infatti Boq decide di ballare con lei soltanto per farsi vedere da Glinda, la ragazza di cui è innamorato (“Dancing Through Life”).
Quando poi Nessa diventa la governatrice di Munchkinland, usa tutte le sue arti magiche per far innamorare di lei Boq, senza ottenere risultati. Quando poi Elphaba la cura con un incantesimo, permettendole di alzarsi dalla sedia a rotelle su cui è confinata dalla nascita, Boq decide che la padrona è ormai indipendente, e lui potrà correre dall'amata Glinda.
Allora Nessa, infuriata, lancia un terribile incantesimo contro Boq, facendogli venire un infarto.
Elphaba riuscirà a salvare Boq, tuttavia per farlo dovrà costruirgli un corpo nuovo. Si scopre quindi che Boq è l'Uomo di Latta.
Sul finale, Boq guida la rivolta contro Elphaba e la folla che stringe d'assedio il palazzo della strega.
Tra i tenori che hanno ricoperto il ruolo di Boq ci sono: Christopher Fitzgerald, Jeremy Legat, Robb Sapp, James Gillan, Alex Jessop, Alex Mastromarino, Logan Lipton, Etai Benshlomo, Adam Wylie, Anthony Callea.